# Сан-Хуанито
Сан-Хуанито (исп. San Juanito) — посёлок в Мексике, штат Чиуауа, входит в состав муниципалитета Бокойна. Численность населения, по данным переписи 2010 года, составила 10535 человек.

## Общие сведения
В 1884 году в этом месте была построена лесопилка, вокруг которой начал развиваться рабочий посёлок.
В конце XIX века в посёлке была построена церковь Святого Иоанна Крестителя, в честь которого назвали и посёлок.
В феврале 1906 года была построена железнодорожная станция, что придало импульс в экономическом развитии Сан-Хуанито.